# مخزن سد ایژفسک
مخزن سد ایژفسک (روسی: Ижевский пруд) یک مخزن سد آبی در استان اودمورتیای کشور روسیه است.